# Ågestaborgen
Ågestaborgen är en fornborg som ligger på ett bergskrön av Borgberget vid nordöstra sidan om sjön Orlången i Huddinge kommun. 
Strax söder om gården Stora Orlångsjö ligger denna fornborg i svårtillgängligt område med många klyftor och raviner. Borgen täcker ett område på 230 x 80 meter. I öst, väst och norr finns bergsstup och på borgens norra och södra sida finns rester av stenmurar. Huvuddelen av mursträckningarna ligger längs med bergsidan (NNÖ-SSV) medan en kortare mur (10 m) går i vinkel mot dessa och spärrar av en ravin som svagt stiger mot toppen av berget. Möjligtvis har anläggningen varit en plats för ceremonier. Från toppen har man en fin utsikt över trakten ända till Farsta strand. På andra sidan Orlången, cirka en kilometer i nordöstlig riktning från Ågestaborgen, ligger Orlångsjös fornborg. Om de båda fornborgarna är samtida är oklart, men här gick en vikingatida farled.